# حيرام نورتن
حيرام نورتن هو سياسي كندي، ولد في 1799، وتوفي في لوكبورت في 1875.